# هوانگ وو-سول-هه
هوانگ وو-سول-هه (کره‌ای: 황우슬혜؛ زادهٔ هوانگ جین-هی در ۱۰ اوت ۱۹۷۹) بازیگر اهل کره جنوبی است. او حرفهٔ بازیگری خود را با ایفای نقش شخصیت «کلیشه بلوند احمق» در کمدی سیاه مورد تحسین قرارگرفته به نام کراش اند بلاش (۲۰۰۸) آغاز کرد. هوانگ از آن زمان نقش‌های اصلی در فیلم مستقل ملودرام عاشقان ناپدید شدند (۲۰۱۰) و سیتکام تلویزیونی من به یه پری نیاز دارم (همچنین با نام فرستاده‌شده از بهشت نیز شناخته می‌شود) (۲۰۱۲) و فیلم کمدی رمانتیک تئوری ویرجین: ۷ گام برای رسیدن به اوج ایفا کرده‌است.